# Конёвец
Конёвец (болг. Коньовец) — село в Болгарии. Находится в Шуменской области, входит в общину Шумен. Население составляет 476 человек.

## Политическая ситуация
В местном кметстве Конёвец, в состав которого входит Конёвец, должность кмета (старосты) исполняет Рушид Рашидов Рушидов (Движение за права и свободы (ДПС)) по результатам выборов правления кметства.
Кмет (мэр) общины Шумен — Красимир Благоев Костов (Болгарская социалистическая партия (БСП)) по результатам выборов в правление общины.